# Cieszowa
Cieszowa (deutsch Czieschowa) ist eine Ortschaft in Oberschlesien. Administrativ liegt sie in der Gemeinde Koszęcin (Koschentin) im Powiat Lubliniecki (Landkreis Lublinitz) in der Woiwodschaft Schlesien.

## Geografie
Cieszowa liegt vier Kilometer nördlich vom Gemeindesitz Koszęcin (Koschentin), elf Kilometer östlich von der Kreisstadt Lubliniec (Lublinitz) und 48 Kilometer nördlich von der Woiwodschaftshauptstadt Kattowitz.

## Geschichte

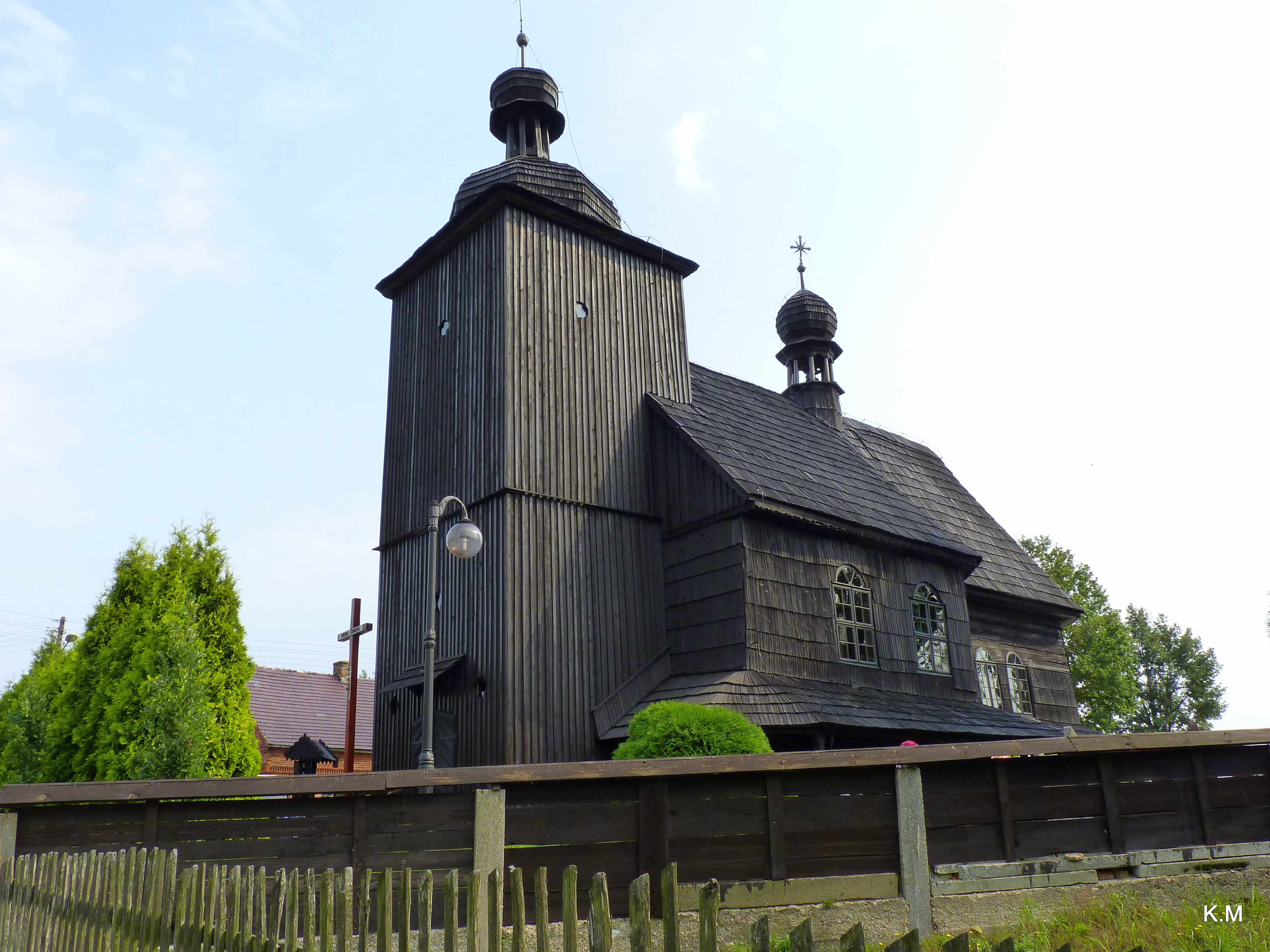
Martinskirche

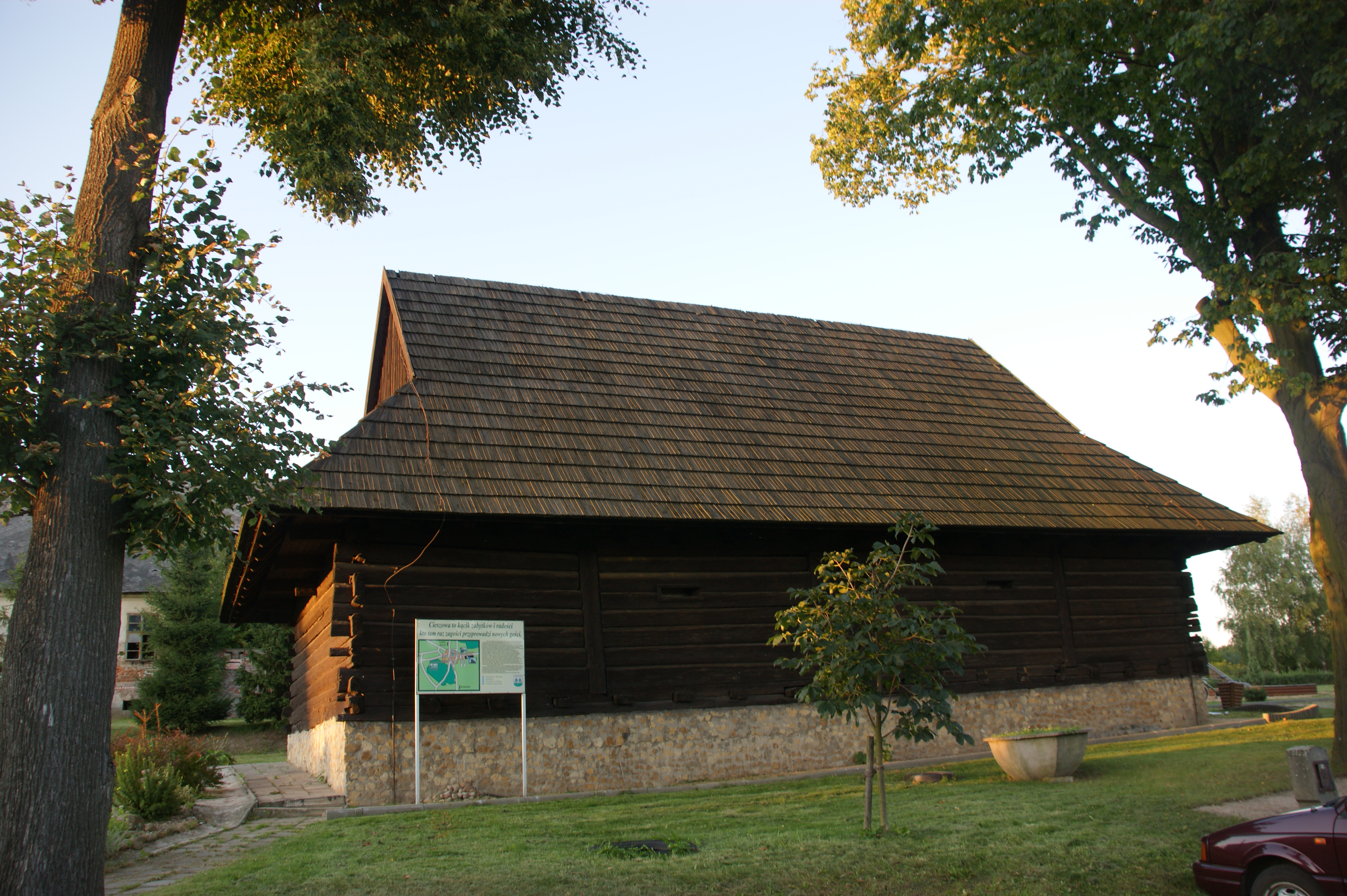
Speicher

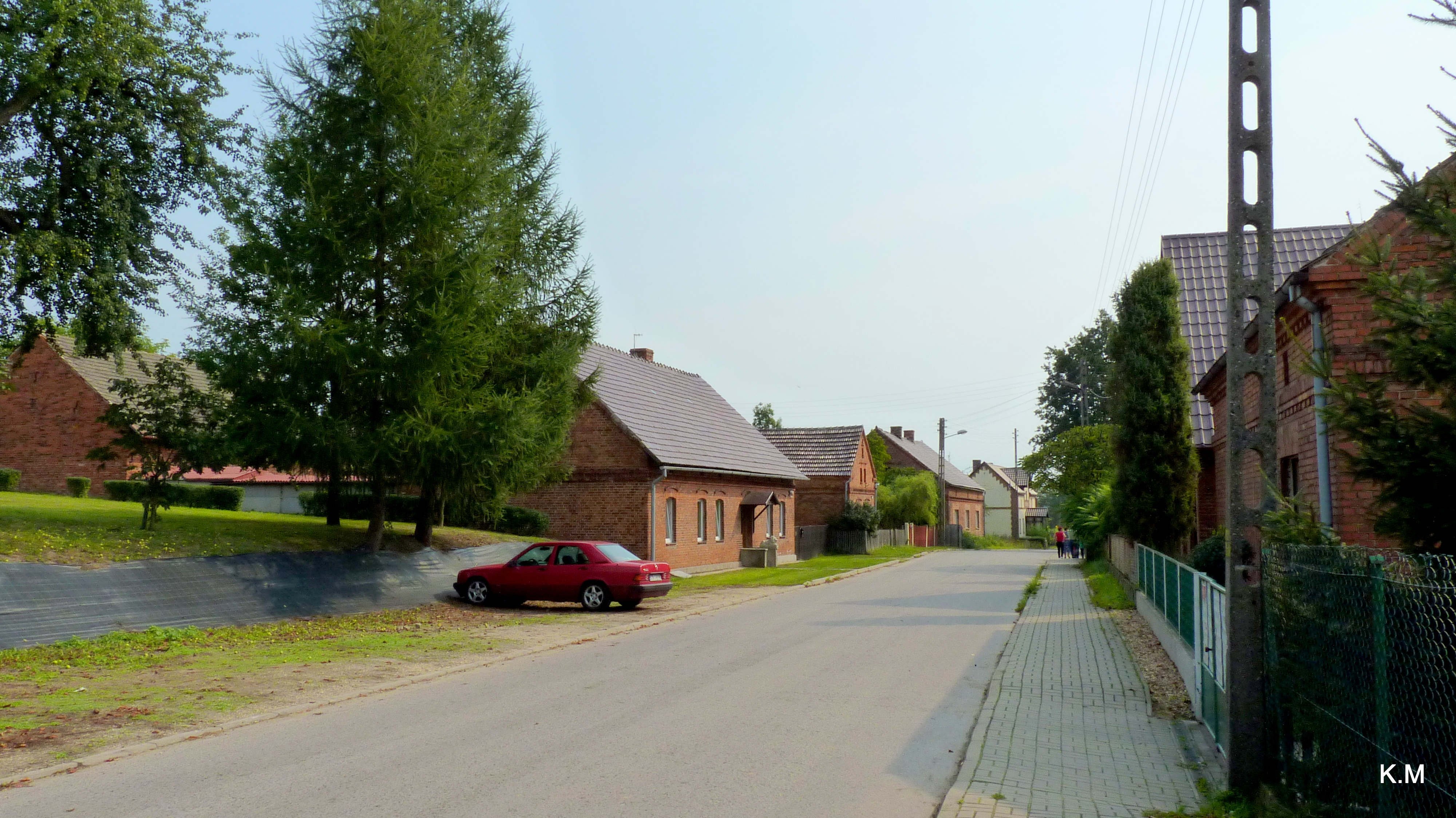
Ortsansicht

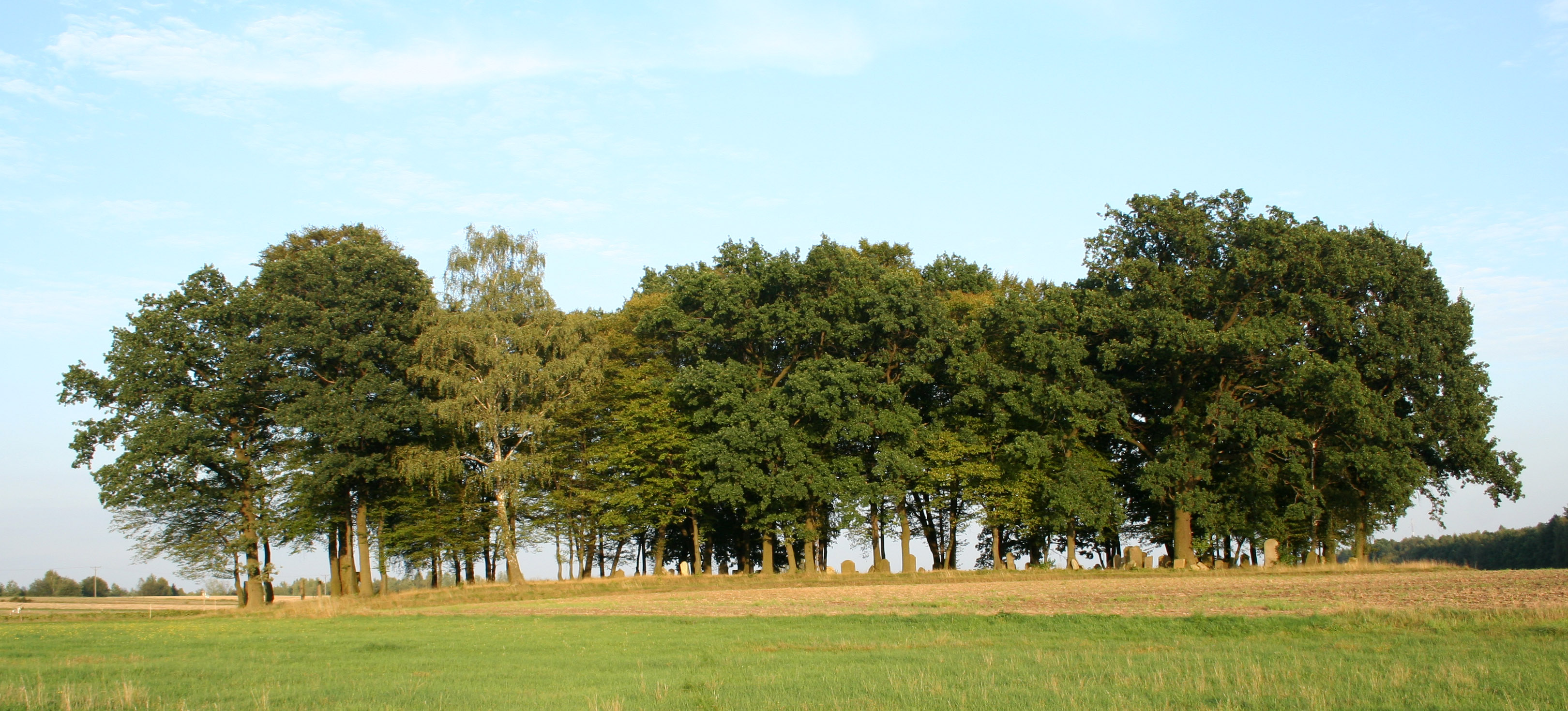
Blick auf den jüdischen Friedhof

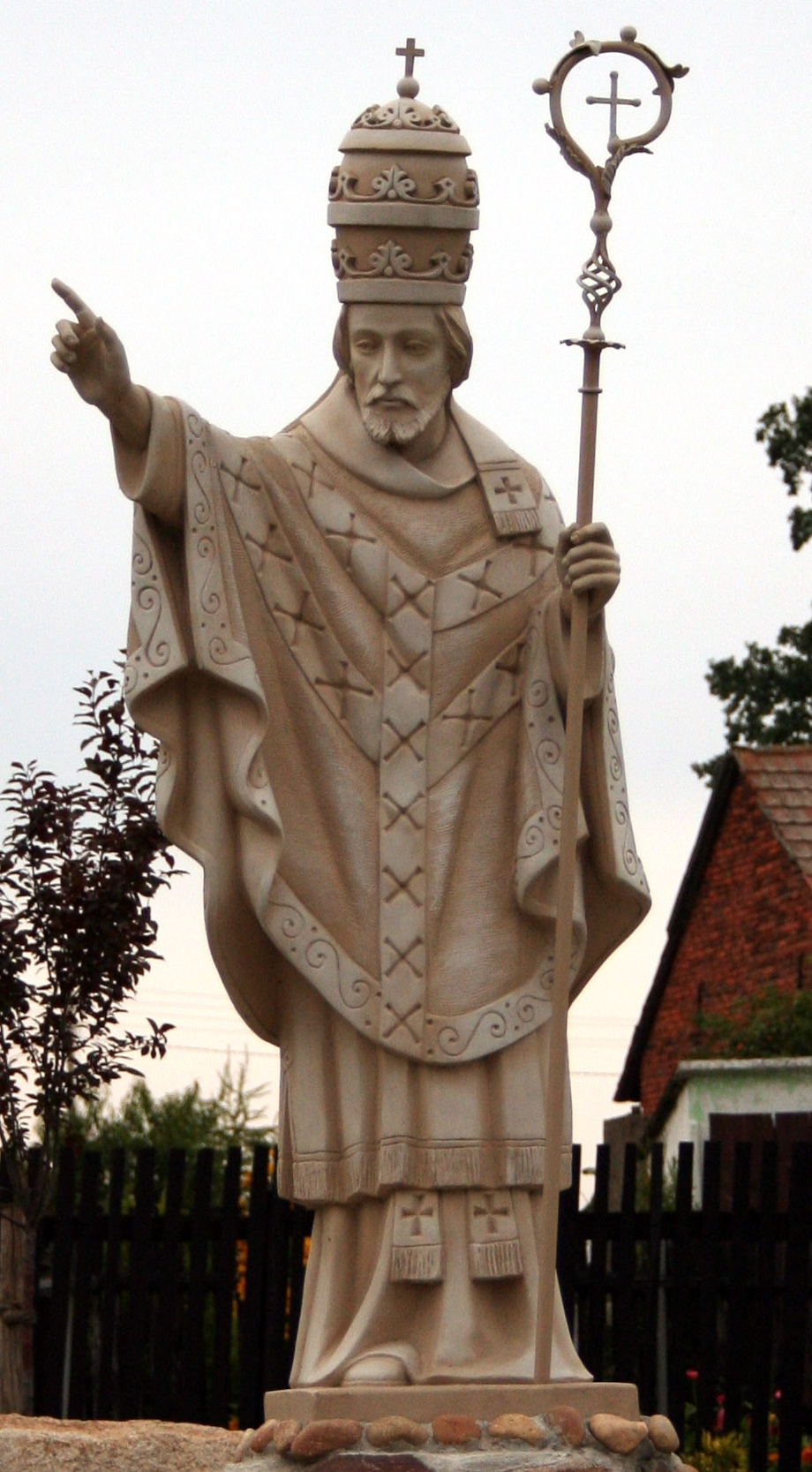
Figur des heiligen Urban

Der Ort entstand spätestens im 13. Jahrhundert und wurde 1295–1305 im Liber fundationis episcopatus Vratislaviensis (Zehntregister des Bistums Breslau) erstmals urkundlich als „Cessova“ erwähnt.
1742 kam der Ort mit dem Großteil Schlesiens an Preußen. Der Ort wurde 1783 im Buch Beyträge zur Beschreibung von Schlesien als Czieschowa erwähnt und lag im Kreis Lublinitz (Lublinetz) des Fürstentums Oppeln. Der Ort bestand aus zwei Anteilen, beide gehörten einem Herrn Grafen von Sobek. Damals hatte er zwei herrschaftliche Vorwerke, eine Schule, neun kleine Bauern, 23 Gärtner, eine Mühle, eine katholische Filialkirche, eine jüdische Schule, einen jüdischen Friedhof und 216 Einwohner. 1806 wurde ein neues Schulgebäude erbaut, zu dem auch der Ort Hadra eingeschult war. Mit der Industrialisierung Oberschlesiens befand sich im Ort in der ersten Hälfte des 19. Jahrhunderts auch ein Holzkohlenhochofen, der jedoch nur selten betrieben wurde und nicht lange in Betrieb blieb. Der Hochofen verarbeitete Erze aus Tarnowitz und Polen. 1865 bestand Czieschowa aus einem Rittergut und einem Dorf. Der Ort hatte zu diesem Zeitpunkt mit der dazugehörigen Kolonie Rzytze fünf Bauern, vier Halbbauern, 26 Gärtnerstellen, sechs Halbgärtnerstellen und eine Häuslerstelle sowie eine Schule und eine katholische Filialkirche. Die Einwohner lebten neben der Landwirtschaft auch von der Stellmacherei und der Böttcherei. Das Rittergut gehörte einer Familie Schindler. Zum Rittergut gehörten die Vorwerke Bolinski, Rzytze und Laasen sowie zwei Schmieden, eine Ziegelei, ein Kalkofen, eine Rossmühle und eine Wassermühle. Zu Beginn des 20. Jahrhunderts verließen die letzten jüdischen Einwohner den Ort.
Bei der Volksabstimmung in Oberschlesien am 20. März 1921 stimmten im Ort 89 Wahlberechtigte für einen Verbleib Oberschlesiens bei Deutschland und 84 für eine Zugehörigkeit zu Polen. Auf Gut Czieschowa stimmten 38 für Deutschland und 30 für Polen. Czieschowa kam nach der Teilung Oberschlesiens 1922 an Polen und zum neuen Powiat Lubliniecki in der Autonomen Woiwodschaft Schlesien und erhielt den Namen Cieszowa. Während der deutschen Besetzung von 1939 bis 1945 befand er sich im Landkreis Loben.
1945 kam der Ort wieder an Polen und zur Woiwodschaft Schlesien und wurde wieder ins polnische Cieszowa umbenannt. 1950 kam der Ort zur Woiwodschaft Kattowitz. 1975 kam der Ort zur neugegründeten Woiwodschaft Tschenstochau. 1999 kam der Ort zum wiedergegründeten Powiat Lubliniecki und zur neuen Woiwodschaft Schlesien.

## Bauwerke und Sehenswürdigkeiten
- Die römisch-katholische Martinskirche (Kościół św. Marcina) ist eine Schrotholzkirche aus dem 18. Jahrhundert. Im Innenraum liegt der Musikchor auf geschnitzten Pfosten; der neugotische Hauptaltar stammt aus dem 18. Jahrhundert. Die übrige Ausstattung ist barock.[7]
- Der Jüdische Friedhof aus dem 17. Jahrhundert
- Der hölzerner landwirtschaftliche Speicher wurde 1983 an seinen Standort gebracht und stark umgestaltet.[8]
- Vom 18. Jahrhundert bis 1911 befand sich im Ort eine hölzerne Synagoge
- Die Wegkapelle mit einer hölzernen Figur des heiligen Nepomuk
- Steinerne Figur des heiligen Urban von 2005. Die Figur des Patrons des Ortes wurde zum 700. Ortsjubiläum aufgestellt.